# Mezőföld
Mezőföld (554.2; węg. "ziemia pól") - region fizycznogeograficzny w środkowych Węgrzech. Jedna z dwóch części Wielkiej Niziny Węgierskiej leżących na zachód od Dunaju. Geografia węgierska tradycyjnie zalicza ten region do Kotliny Zadunajskiej w Kraju Zadunajskim (Dunántúl). 
Mezőföld jest równiną o kształcie w przybliżeniu trójkąta, położoną między doliną środkowego Dunaju na wschodzie, Średniogórzem Zadunajskim na północy i doliną rzeki Sió na zachodzie. Przeciętne wyniesienie regionu nad poziom morza wynosi 120-180 m, tylko kilka odosobnionych wzgórz przekracza 200 m n.p.m. Na wschodzie równina opada w dolinę Dunaju stromą krawędzią wysokości 50–60 m, w której drobne dopływy Dunaju wyżłobiły głębokie wąwozy. W północnej części Mezőföld, na przedłużeniu bruzdy jeziora Balaton w kierunku północno-wschodnim, ciągną się rozdzielone wzgórzami (najwyższe Kő-hegy, 218 m n.p.m. i Szár-hegy, 217 m n.p.m.) niecki i zagłębienia, z których największe są niecka Sárrét i jezioro Velence. 
Mezőföld jest zbudowany z piasków eolicznych, głównie z lessów, których warstwa osiąga miąższość od 20 m na zachodzie regionu do 40–60 m na wschodzie. Powierzchnia regionu została ukształtowana w czwartorzędzie, głównie przez rzeki spływające ze Średniogórza Zadunajskiego w kierunku zapadającej się Wielkiej Niziny Węgierskiej. W odróżnieniu od tego regionu na obszarze Mezőföld nie doszło natomiast do zapadnięcia się skał masywu panońskiego - pozostały one względnie płytko. Wskutek tego Mezőföld jest krainą o charakterze przejściowym między Średniogórzem Zadunajskim a Wielką Niziną Węgierską. 

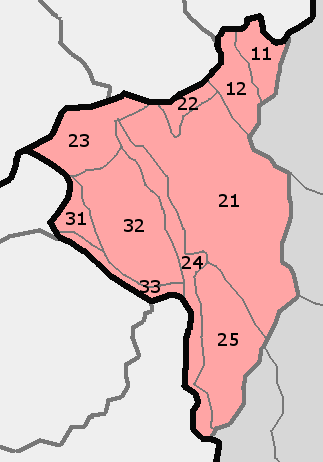

W obrębie Mezőföld wyróżnia się szereg mniejszych krain: 
- grzbiety Érd–Ercs (Érd–Ercsi-hátság) (na mapie nr 11)
- dolina Váli-víz (Váli-víz síkja) (nr 12)
- środkowy Mezőföld (Közép-Mezőföld) ze wzgórzami Hangos-domb, 187 m n.p.m. i Hardi-hegy, 209 m n.p.m. (nr 21)
- kotlina Velence (Velencei-medence) (nr 22)
- kraina Sárrét (Sárrét) (nr 23)
- dolina Sárvíz (Sárvíz-völgy) (nr 24)
- południowy Mezőföld (Dél-Mezőföld) ze wzgórzem Sík-hegy, 214 m n.p.m. (nr 25)
- grzbiet Enying (Enyingi-hát) (nr 31)
- grzbiety lessowe Káloz–Igar (Káloz–Igari-löszhátak) (nr 32)
- dolina Sió (Sió-völgy) (nr 33)

Pierwotną formacją roślinną Mezőföld był step przechodzący w lasostep. Dziś, dzięki niezwykle urodzajnym glebom powstałym na lessach i piaskach, Mezőföld jest krainą rolniczą, z dominującymi uprawami zbóż i roślin okopowych. Doliny Sió i Sárvíz są natomiast zajęte przez łąki i pastwiska. 
Mezőföld należy do regionów o stosunkowo niewielkiej gęstości zaludnienia. Większymi miastami regionu są Székesfehérvár na północy i Dunaföldvár nad Dunajem. Wschodnim i zachodnim skrajem Mezőföld biegną autostrady M6 i M7, natomiast przez środek regionu biegnie linia kolejowa Dombóvár-Budapeszt. 